# Cupressoideae
Cupressoideae is de botanische naam van een onderfamilie uit de cipresfamilie (Cupressaceae).

## Soorten
- geslacht Calocedrus
  - Calocedrus decurrens
  - Calocedrus formosana
  - Calocedrus macrolepis
  - Calocedrus rupestris

- geslacht Chamaecyparis
  - Lawsoncipres (Chamaecyparis lawsoniana)
  - Chamaecyparis eureka (†)
  - Chamaecyparis formosensis
  - Chamaecyparis linguaefolia (†)
  - Chamaecyparis obtusa
    - Chamaecyparis obtusa var. formosana (ook bekend als Chamaecyparis taiwanensis)

  - Chamaecyparis pisifera
  - Chamaecyparis thyoides

- geslacht Cupressus
  - Sectie Oude wereld
    - Italiaanse cipres (Cupressus sempervirens)
    - Cupressus cashmeriana
    - Cupressus chengiana
    - Cupressus duclouxiana
    - Cupressus dupreziana
      - Cupressus dupreziana var. atlantica

    - Cupressus funebris
    - Cupressus gigantea
    - Cupressus torulosa

  - Sectie Nieuwe wereld
    - Montereycipres (Cupressus macnabiana)
    - Cupressus arizonica
      - Cupressus arizonica var. glabra
      - Cupressus arizonica var. montana

    - Cupressus bakeri
    - Cupressus goveniana
      - Cupressus arizonica var. nevadensis
      - Cupressus goveniana var. abramsiana

    - Cupressus guadalupensis
    - Cupressus forbesii
    - Cupressus lusitanica
      - Cupressus lusitanica var. benthamii

    - Cupressus macrocarpa
    - Cupressus pigmaea
    - Cupressus sargentii
    - Cupressus stephensonii

- geslacht Fokienia
  - Fokienia hodginsii
  - Fokienia ravenscragensis (†)

- geslacht Juniperus
  - sectie Juniperus
    - Jeneverbes (Juniperus communis)
      - Juniperus communis subsp. alpina

    - Stekelige jeneverbes (Juniperus oxycedrus)
      - Juniperus oxycedrus subsp. macrocarpa

    - Juniperus brevifolia
    - Juniperus cedrus
    - Juniperus conferta
    - Juniperus drupacea
    - Juniperus formosana
    - Juniperus luchuensis
    - Juniperus rigida

  - sectie Sabina (soms erkend)
    - Juniperus angosturana
    - Juniperus ashei
    - Juniperus barbadensis
    - Juniperus bermudiana
    - Juniperus blancoi
    - Juniperus californica
    - Chinese jeneverbes (Juniperus chinensis)
      - Juniperus chinensis var. sargentii

    - Juniperus coahuilensis
    - Juniperus comitana
    - Juniperus convallium
    - Juniperus deppeana
    - Juniperus durangensis
    - Juniperus excelsa
      - Juniperus excelsa subsp. polycarpos

    - Juniperus flaccida
    - Juniperus foetidissima
    - Juniperus gamboana
    - Juniperus gaussenii
    - Juniperus horizontalis
    - Juniperus indica
    - Juniperus jaliscana
    - Juniperus komarovii
    - Juniperus monosperma
    - Juniperus monticola
    - Juniperus occidentalis
      - Juniperus occidentalis subsp. australis

    - Juniperus osteosperma
    - Juniperus phoenicea
    - Juniperus pinchotii
    - Juniperus procera
    - Juniperus procumbens
    - Juniperus pseudosabina
    - Juniperus recurva
      - Juniperus recurva var. coxii

    - Juniperus sabina
      - Juniperus sabina var. davurica

    - Juniperus saltillensis
    - Juniperus saltuaria
    - Juniperus scopulorum
    - Juniperus semiglobosa
    - Juniperus squamata
    - Juniperus standleyi
    - Juniperus thurifera
    - Juniperus tibetica
    - Juniperus virginiana

  - Hybriden
    - Leylandcipres (Cupressocyparis ×leylandii)

- geslacht Microbiota
  - Microbiota decussata

- geslacht Callitropsis
  - Callitropsis nootkatensis
  - Callitropsis vietnamensis

- geslacht Platycladus
  - Platycladus orientalis

- geslacht Thuja
  - Reuzenlevensboom (Thuja plicata)
  - Thuja koraiensis
  - Thuja occidentalis
  - Thuja standishii
  - Thuja sutchuenensis

- geslacht Tetraclinis
  - Tetraclinis articulata

- geslacht Thujopsis
  - Thujopsis dolabrata